# Троцькі воєводи
Троцький воєвода — управителі Троцького воєводства Великого князівства Литовського та Речі Посполитої. Друга за впливом посада у ВКЛ після віленського воєводи.
В 1413–1513 воєводство було дуже великим, поширювалося від кордонів Лівонського ордена до річки Прип'ять:
- Повіти: Троцький, Упітський, Ковенський, Гродненський, Бєльський, Волковиський, Слонімський, Новогрудський, Дорогичинський, Мельницький, Берестейський, Каменецький, Здітовський і Туровський;
- Князівства: Кобринське, Пінське, Дубровицьке, Городецьке, Галушки, Слуцьке і Глуське.

1513 року з Троцького воєводства були вилучення повіти Дорогичинської, Мельницької та Більської земель та Берестейської землі (Берестейський, Кам'янецький (Кам'янець-Литовський) і Кобринський повіти) та створене окреме Підляське воєводство.

## Список
1. 1413—1432	Явнут Волімонтович
2. 1434—1440	Петро Лелюш
3. 1440—1443	Ян Гаштольд
4. 1443—1458	Іван Монивидович
5. 1459—1463	Андрій Сакович
6. 1463—1477	Радзивілл Остікович
7. 1477—1478	Станко Судивоєвич
8. 1481—1483	Мартин Гаштольд
9. 1486—1490	Богдан Сакович
10. 1491—1497	Петро Янович Монтигердович Білий
11. 1498—1505	Ян Юрійович Заберезинський
12. 1505—1510	Миколай Радзивілл
13. 1510—1518	Григорій Остикович
14. 1519—1522	Альбрехт Гаштольд
15. 1522—1530	Костянтин Острозький
16. 1530—1537	Ян Янович Заберезинський
17. 1538—1542	посада вакантна
18. Обов'язки воєводи виконував Іван Горностай
19. 1542	Станіслав Гаштольд
20. 1542—1544	посада вакантна
21. 1544—1549	Януш Юрійович Гольшанський-Дубровицкий
22. 1549—1550	посада вакантна
23. 1550—1566	Миколай Радзивілл Рудий
24. 1566—1586	Стефан Збаразький
25. 1586—1590	Ян Янович Глібович
26. 1590—1604	Миколай Криштоф Радзивілл Сирітка
27. 1605—1626	Олександр Ходкевич
28. 1626—1640	Януш Скумін-Тишкевич
29. 1640—1642	Петро Пац
30. 1642—1647	Олександр Слушка
31. 1647—1651	Микола Абрамович
32. 1651—1670	Миколай Стефан Пац
33. 1670—1684	Марціан Олександр Огінський
34. 1684—1688	Кипріян Павло Берестовський
35. 1668—1689	Єжи Юзеф Радзивілл
36. 1689—1697	Богуслав Олександр Уніховский
37. 1697—1703	Казимир Владислав Сапега
38. 1703—1707	Михайло Казимир Коцелл
39. 1707—1709	Єжи Станіслав Сапега
40. 1710—1730	Казимир Домінік Огінський
41. 1730—1736	Юзеф Ян Тадеуш Огінський
42. 1737—1742	Михаїл Казимир Радзивілл Рибонька
43. 1742—1770	Александр Поцей
44. 1770—1783	Тадеуш Францишек Огінський
45. 1783—1787	Анджей Ігнацій Огінський
46. 1788—1795	Юзеф Миколай Радзивілл